# Fernand Cuche
Pour les articles homonymes, voir Cuche.
Fernand Cuche, né le 26 juillet 1946 au Pâquier, est une personnalité politique suisse, membre des Verts.

## Biographie
Assistant social et agriculteur, il est secrétaire général de l'Union des producteurs suisses (devenue entre-temps Uniterre) de 1984 à 2001. De 1989 à 1999 il siège au Grand Conseil neuchâtelois sous les couleurs du parti écologiste. En 1999, il est élu au Conseil national sous les couleurs du Parti écologiste et est réélu en 2003. 
En 2005, il est élu au Conseil d'État neuchâtelois et est chargé du Département de la gestion du territoire. Il démissionne alors du Conseil national. Il préside le Conseil d'État lors de l'année 2007-2008.
En 2009, il échoue en se présentant à sa propre succession. Cet échec marque la fin de sa carrière politique.

## Liens
- Ressource relative à la vie publique :   - Parlement suisse
- Notice dans un dictionnaire ou une encyclopédie généraliste :   - Base de données des élites suisses
- Notices d'autorité :   - VIAF
  - ISNI
  - IdRef
  - LCCN
  - GND
  - WorldCat
- interview Fernand Cuche le 16 oct. 2009 à la TSR

## Sources
- Conseil national; biographie Fernand Cuche
- Conseil d'État de Neuchâtel
- Site officiel de Fernand Cuche